# Nicolás Esquiú
Nicolás Damian Esquiú (nacido el 23 de agosto de 1988 en Buenos Aires, Argentina) es un futbolista argentino que se desempeña como defensor. Surgió de las inferiores del Club Atlético All Boys. Actualmente se encuentra en el Club Social y Deportivo Cochico

## Clubes
| Club                               | País      | Año       |
| ---------------------------------- | --------- | --------- |
| All Boys                           | Argentina | 2007-2009 |
| Comunicaciones                     | Argentina | 2009-2011 |
| Deportivo Morón                    | Argentina | 2011      |
| General Lamadrid                   | Argentina | 2012-2014 |
| Huracán de Goya                    | Argentina | 2015      |
| Club Atlético Sarmiento (La Banda) | Argentina | 2016      |
| Villa San Antonio                  | Argentina | 2017      |
| Berazategui                        | Argentina | 2023      |

## Logros
| Título                    | Club     | País      | Año  |
| ------------------------- | -------- | --------- | ---- |
| Primera "B" Metropolitana | All Boys | Argentina | 2008 |

- Datos: Q6042211